# Alias (zespół muzyczny)
Alias – kanadyjski zespół rockowy, funkcjonujący w latach 1988–1992.

## Historia
Zespół powstał po rozpadzie grupy Sheriff. Jego członkami byli m.in. gitarzysta Steve DeMarchi oraz wokalista Freddy Curci, którzy w połowie lat 80. nagrali wspólnie kilkadziesiąt utworów demo. W 1988 roku do DeMarchiego i Curciego dołączyli byli członkowie zespołu Heart: gitarzysta Roger Fisher, basista Steve Fossen i perkusista Michael Derosier, tworząc w ten sposób grupę Alias. Muzycy podpisali kontrakt z Capitol Records, które w 1990 roku wydało debiutancki album grupy pn. Alias. Album otrzymał certyfikat złotej płyty w Stanach Zjednoczonych oraz platynowej płyty w Kanadzie. Pochodząca z niego ballada „More Than Words Can Say” zajęła z kolei drugie miejsce na liście Hot 100. Po wydaniu albumu Alias podjął trasę koncertową, m.in. supportując REO Speedwagon. Mimo sukcesu komercyjnego w 1992 roku grupa rozpadła się.
W 2009 roku EMI wydało album Never Say Never, który był materiałem powstałym przed rozpadem zespołu.

## Dyskografia
- Alias (1990)
- Never Say Never (2009)